# 拉讷维尔欧布瓦
拉讷维尔欧布瓦（法語：La Neuville-aux-Bois，法語發音：[la nøvil o bwa]）是法国马恩省的一个市镇，属于香槟沙隆区。该市镇总面积14.48平方公里，2009年时的人口为152人。

## 人口
拉讷维尔欧布瓦人口变化图示